# Istoria Qatarului
Qatarul a fost cândva controlat de șeicii din Bahrain, dar în 1867, a izbucnit un război între popor și conducătorii lor. Pentru a păstra pacea în Golful Persic, britanicii l-au instalat la conducere pe Muhammad ibn Thani al-Thani, membru a unei familii nobile din Qatar. În 1893, turcii otomani au intrat în Qatar, dar emiratul s-a opus cu succes. În 1916, emirul a fost de acord ca întregul Qatar să devină un protectorat britanic.
Țițeiul a fost descoperit în Qatar în 1940, aducând bogăție țării în anii 1950 și 1960. Aproximativ 85% din veniturile Qatarului provin din exporturi de țiței. Locuitorii Qatarului au cele mai mari venituri pe cap de locuitor din lume. În 1971 Qatar a fost la un pas de a deveni parte a Emiratelor Arabe Unite, dar atât Qatar cât și Bahrain s-au împotrivit fuziunii și au format state independente. 
Qatar a permis forțelor internaționale să folosească regiunea ca bază militară în timpul războiului din Golful Persic din 1991. În 1994, Qatar a semnat un pact de apărare cu Statele Unite, devenind al treilea stat din Golf care a făcut acest lucru. 
În iunie 1995, Prințul Hamad bin Khalifa al-Thani l-a detronat pe tatăl său, principalul motiv invocat fiind că regele rămăsese în urmă cu reformele economice ale țării. Noul emir a desființat cenzura presei și a instituit alte reforme liberale, inclusiv alegeri democratice și dreptul la vot al femeilor (1999). 
În Qatar se află sediul televiziunii arabe Al Jazeera, extrem de populară și controversată televiziune prin satelit. 
Qatar a prezentat prima sa constituție la 9 iunie 2005; aceasta garantează libertatea de exprimare, de întrunire și religie și pune bazele unui parlament cu 45 de locuri. Treizeci dintre aceste locuri vor fi ocupate prin alegeri democratice, iar emirul va numi deputații pentru locurile rămase.